# Professor-Jodl-Hof

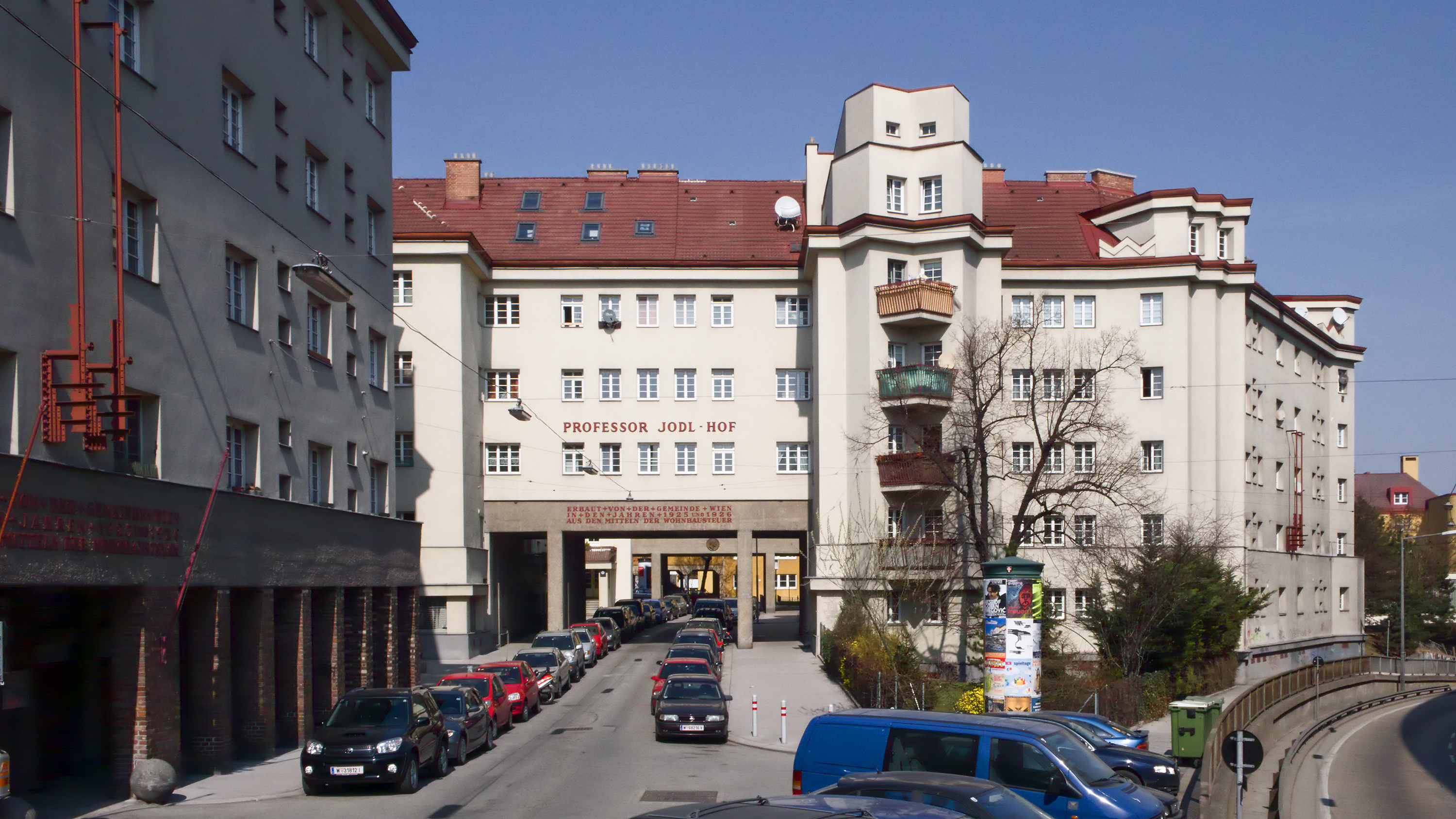
Der Professor-Jodl-Hof

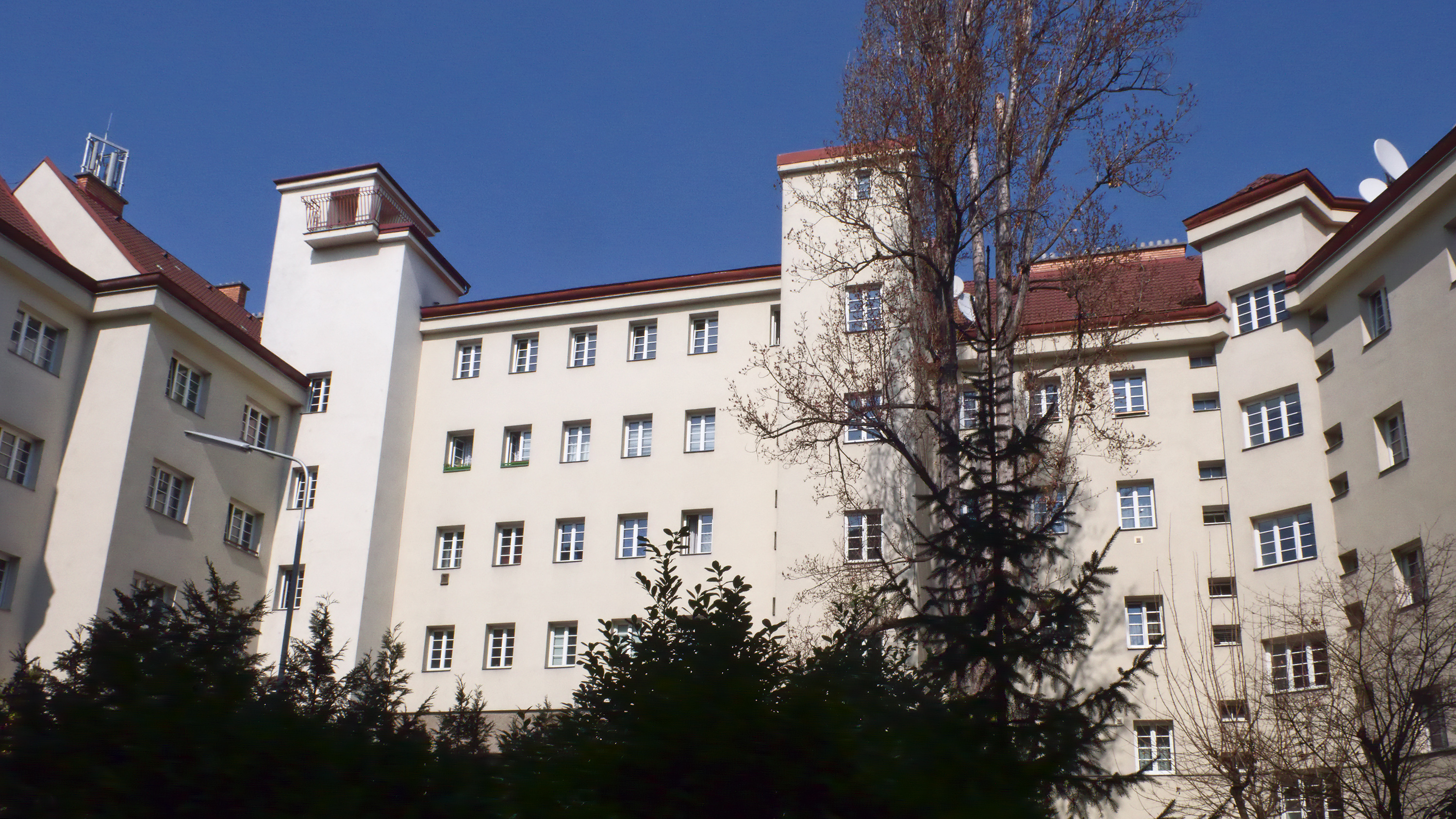
Innenhof

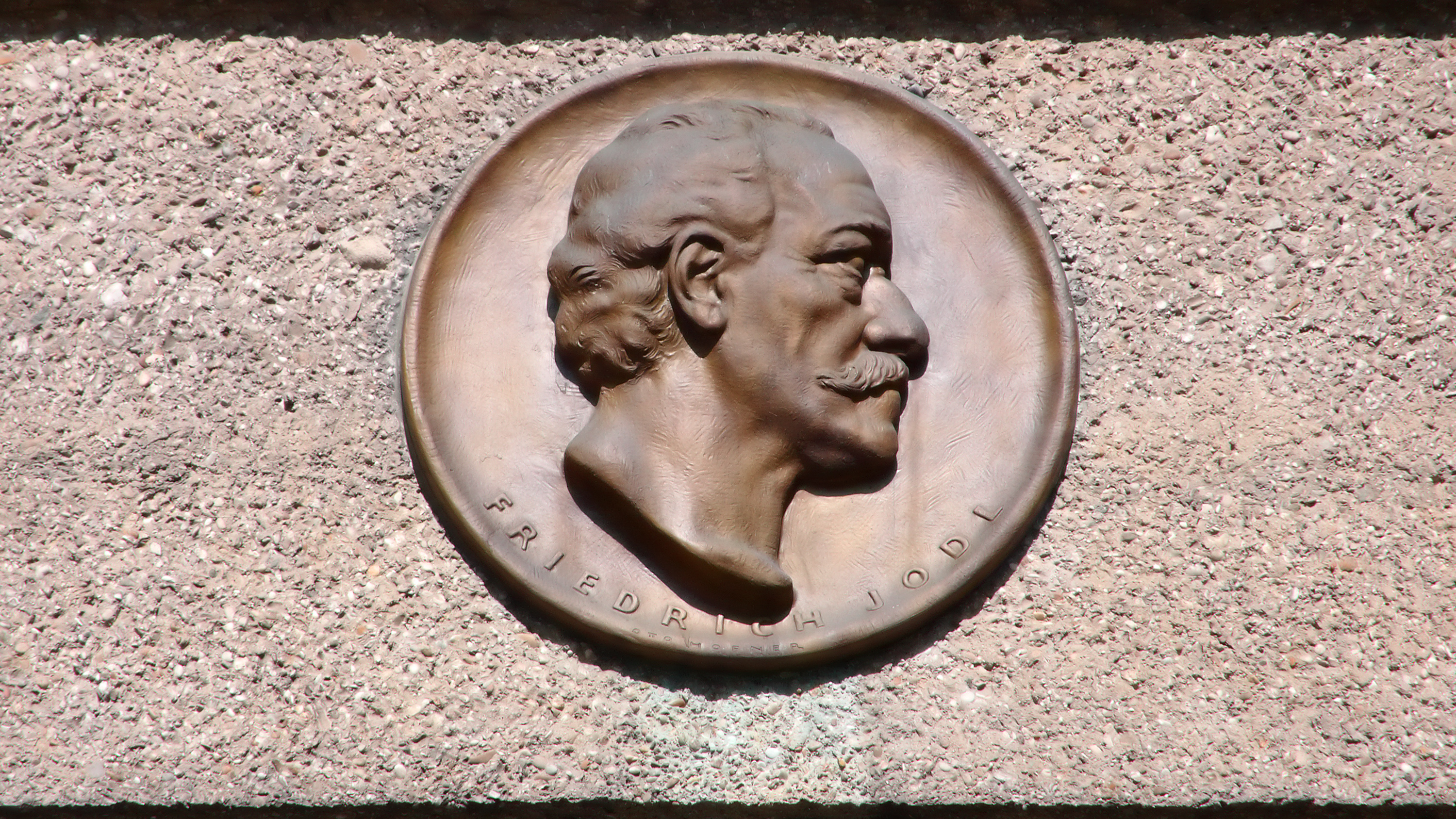
Medaillon des Namensgebers

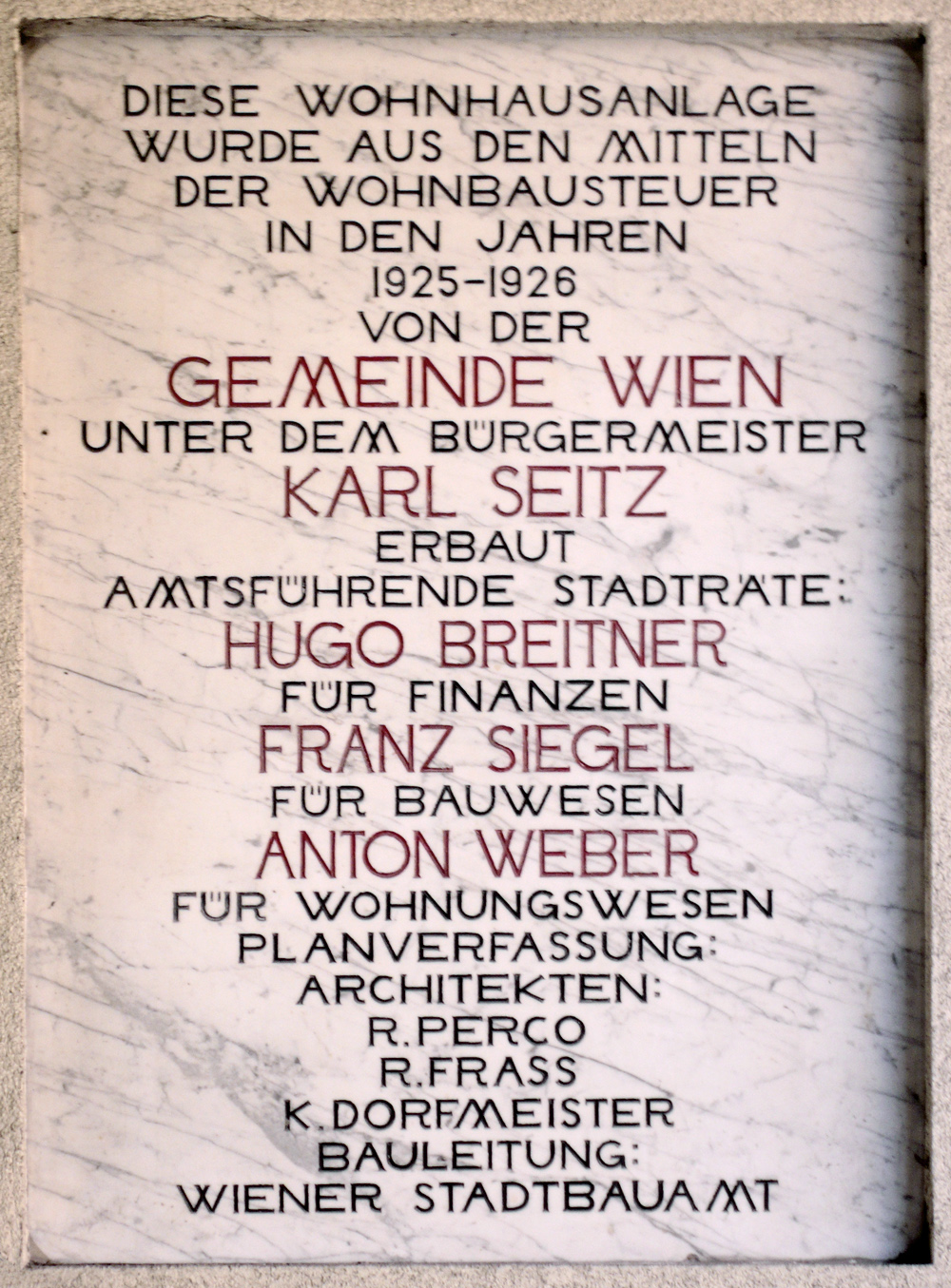
Gedenktafel

Der Professor-Jodl-Hof ist ein denkmalgeschützter (Listeneintrag) Gemeindebau im 19. Wiener Gemeindebezirk Döbling. Er wurde 1925 am Döblinger Gürtel errichtet.

## Lage
Der Professor-Jodl-Hof liegt im Südosten von Döbling (Katastralgemeinde Oberdöbling) zwischen dem Döblinger Gürtel, der Sommergasse und der Guneschgasse. Die offizielle Adresse der Wohnanlage lautet Döblinger Gürtel 21–23.

## Architektur
Der Professor-Jodl-Hof wurde in den Jahren 1925/26 von den Architekten Rudolf Frass, Karl Dorfmeister und Rudolf Perco geplant und nach dem Philosophieprofessor Friedrich Jodl benannt. In seiner Struktur bildet der Professor-Jodl-Hof mit seinen 271 Wohnungen eine große Blockanlage um einen Innenhof. Die geschwungene Ostfassade der Anlage folgt dem Verlauf der Straße und verfügt über eine starke, expressionistische Architektursprache. Dominiert wird der Hof durch den auffälligen Torbau, der expressionistische Architekturstil setzt sich auch im Innenhof fort. Dieser wurde mit einem großen Medaillon des Namensgebers Friedrich Jodl verziert. Zu den expressiven Details der Fassadengestaltung zählen kantige Falten und Einbuchtungen am Turmbau und das Durchfahrtsportal an der Guneschgasse sowie der Fahnenmast am Haupteingang. In der mit Klinkerziegeln verkleideten Arkadenreihe wurden einige Geschäfte untergebracht.
Die Anlage bildet ein Durchhaus für den Döblinger Gürtel, der zwischen zwei Durchfahrten den Innenhof bildet und danach relativ unspektakulär als Seitengasse der Guneschgasse endet.